# Ramusella puertomonttensis
Ramusella puertomonttensis är en kvalsterart som beskrevs av Hammer 1962. Ramusella puertomonttensis ingår i släktet Ramusella och familjen Oppiidae. Inga underarter finns listade i Catalogue of Life.